# Província de Nova Iorque
```
   |-
       |
Erro:
:  
valor não especificado para "
nome_comum
"
```

A Província de Nova Iorque (em neerlandês: Provincie Nieuw-Nederland ou Provincie New York, em inglês: Province of New York) foi uma colônia britânica que existiu onde aproximadamente é hoje o estado de Nova Iorque dos Estados Unidos da América. A província inicialmente incluía os actuais estados de Nova Jérsia e Vermont, bem como partes do Massachusetts e Maine. Recebeu o seu nome de Jaime, Duque de iorque, irmão de Carlos II de Inglaterra em 1664, quando a colônia foi ganha aos holandeses.
Em 1776, a carta colonial de Nova Iorque foi substituída pela Constituição de Nova Iorque de 1777 tornando-se no estado independente de Nova Iorque, que lutou contra a Grã-Bretanha em cooperação com as restantes doze das Treze Colônias. Em 1788, Nova Iorque ratificou a Constituição dos Estados Unidos e juntou-se ao novo país.

## História
Em 1617, oficiais da Companhia Holandesa das Índias Ocidentais em Nova Holanda criaram um assentamento na atual Albany e, em 1624, fundaram Nova Amsterdã, na ilha de Manhattan. New Amsterdam rendeu-se ao coronel Richard Nicholls em 27 de agosto de 1664; ele o rebatizou de Nova Iorque. Em 24 de setembro, Sir George Carteret aceitou a capitulação da guarnição de Fort Orange, que ele chamou de Albany, após outro título de Duque de Iorque. A captura foi confirmada pelo Tratado de Breda em julho de 1667.
Facilitando a transição para o domínio britânico, os Artigos da Capitulação garantiam certos direitos aos holandeses; entre estes estavam: liberdade de consciência no culto divino e disciplina da igreja, a continuação de seus próprios costumes relativos às heranças e a aplicação da lei holandesa para barganhas e contratos feitos antes da capitulação.

### Governo proprietário (1664-1685)
Em 1664, Jaime, duque de Iorque, recebeu uma colônia proprietária que incluía Nova Holanda e o atual Maine. A reivindicação de Nova Holanda incluía as partes ocidentais do atual Massachusetts (em uma extensão que variava dependendo se a referência era a reivindicação dos Estados Gerais de todas as terras no extremo leste como a Baía de Narragansett ou o Tratado de Hartford negociado pelas colônias inglesas e holandesas em 1650, mas não reconhecido pelos governos holandês ou inglês), colocando a nova província em conflito com a Carta de Massachusetts. Em termos gerais, a carta era equivalente a uma transferência de terras conferindo a ele o direito de posse, controle e governo, sujeito apenas à limitação de que o governo deve ser consistente com as leis da Inglaterra. O duque de Iorque nunca visitou sua colônia e exerceu pouco controle direto sobre ela. Ele decidiu administrar seu governo por meio de governadores, conselhos e outros oficiais indicados por ele mesmo. Nenhuma provisão foi feita para uma assembléia eleita.
Também em 1664, o duque de Iorque deu a parte de suas novas posses entre o rio Hudson e o rio Delaware a George Carteret em troca do pagamento de uma dívida. O território foi nomeado em homenagem a Ilha de Jersey, lar ancestral de Carteret. A outra seção de Nova Jersey foi vendida a Lord Berkeley de Stratton, que era um amigo próximo do duque. Como resultado, Carteret e Berkeley se tornaram os dois Lords Proprietors ingleses de Nova Jersey. A Província de Nova Jersey foi criada, mas a fronteira não foi finalizada até 1765 (ver Guerra da Linha Nova Iorque-Nova Jérsei). Em 1667, os territórios entre o rio Byram e o rio Connecticut foram divididos para se tornarem a metade ocidental de Connecticut.
O primeiro governador Richard Nicolls ficou conhecido por escrever "The Duke's Laws", que serviu como a primeira compilação das leis inglesas na Nova Iorque colonial. Nicholls voltou para a Inglaterra após uma administração de três anos, grande parte da qual foi dedicada à confirmação das antigas concessões de terras holandesas. Francis Lovelace foi o próximo nomeado governador e ocupou o cargo de maio de 1667 até o retorno dos holandeses em julho de 1673. Uma frota holandesa recapturou Nova Iorque e a manteve até que fosse negociada com os ingleses pelo Tratado de Westminster. Uma segunda bolsa foi obtida pelo duque de Iorque em julho de 1674 para aperfeiçoar seu título.
Após a conclusão da paz em 1674, o Duque de Iorque nomeou Sir Edmund Andros governador de seus territórios na América. O governador Edmund Andros, em 1674, disse "permitir que todas as pessoas de qualquer religião, habitem silenciosamente nos recintos de sua jurisdição". No entanto, ele fez os Quakers de West Jersey pagarem pedágio no Delaware, mas eles se inscreveram na Inglaterra e foram ressarcidos. Ele foi seguido pelo coronel Thomas Dongan em 1682. Dongan foi autorizado, por conselho de William Penn, a convocar "... uma assembleia geral de todos os proprietários livres, por essas pessoas que deveriam escolher representá-los para consultá-lo e disse conselho quais leis são adequadas e necessárias para serem feitas..."
Uma Assembleia colonial foi criada em outubro de 1683. Nova Iorque foi a última das colônias inglesas a ter uma assembleia. A assembleia aprovou a constituição da Província de Nova Iorque em 30 de outubro, a primeira de seu tipo nas colônias. Esta constituição deu aos nova-iorquinos mais direitos do que qualquer outro grupo de colonos, incluindo a proteção contra impostos sem representação. Em 1 de novembro de 1683, o governo foi reorganizado e o estado foi dividido em doze condados, cada um dos quais foi subdividido em cidades. Dez desses condados ainda existem, mas dois (Cornwall e Dukes) estavam em território adquirido pelo Duque de Iorque do Conde de Stirling, e não estão mais dentro do território do Estado de Nova Iorque, tendo sido transferidos por tratado para Massachusetts. Embora o número de condados tenha aumentado para 62, o padrão ainda permanece que uma cidade no estado de Nova Iorque é uma subdivisão de um condado, semelhante à Nova Inglaterra.
Um ato da assembléia em 1683 naturalizou todos aqueles de nações estrangeiras então na colônia que professavam o cristianismo. Para incentivar a imigração, também previa que os estrangeiros que professam o cristianismo possam, após sua chegada, ser naturalizados se fizerem o juramento de lealdade conforme exigido.
As Leis do Duque estabeleceram uma igreja estatal não denominacional.
Os britânicos substituíram os holandeses em sua aliança com os iroqueses contra a Nova França, com um acordo chamado Covenant Chain.

## Demografia
O interior do estado de Nova Iorque (bem como partes do atual Ontário, Quebec, Pensilvânia e Ohio) foram ocupadas pelas Cinco Nações (depois de 1720 se tornando Seis Nações, quando unidas por Tuscarora) da Confederação Iroquois por pelo menos meio milênio antes da chegada dos europeus.
- Em 1664, um quarto da população de Nova Iorque era afro-americana.
- Em 1690, a população da província era de 20.000, dos quais 6.000 estavam em Nova Iorque.
- Em 1698, a população da província era de 18.607. 14% da população de Nova Iorque era negra.
- A população escrava cresceu após a guerra da Rainha Anne. A porcentagem de negros em Nova Iorque em 1731 e 1746 era de 18% e 21%, respectivamente.
- Em 1756, a população da província era de cerca de 100.000, dos quais cerca de 14.000 eram negros. A maioria dos negros em Nova Iorque nessa época eram escravos.

## Economia
O comércio de peles estabelecido sob o domínio holandês continuou a crescer. À medida que o porto mercante de Nova Iorque se tornava mais importante, a economia se expandiu e diversificou, e as áreas agrícolas de Long Island e as regiões mais acima do rio Hudson se desenvolveram. Os pescadores também ganhavam uma vida decente porque Nova Iorque ficava próxima ao oceano, tornando-a um estado portuário/pesqueiro. No interior, as safras agrícolas rendiam aos fazendeiros muito dinheiro na colônia. Comerciantes fizeram fortuna vendendo seus produtos.